# Emigrationsmuseum Gdynia

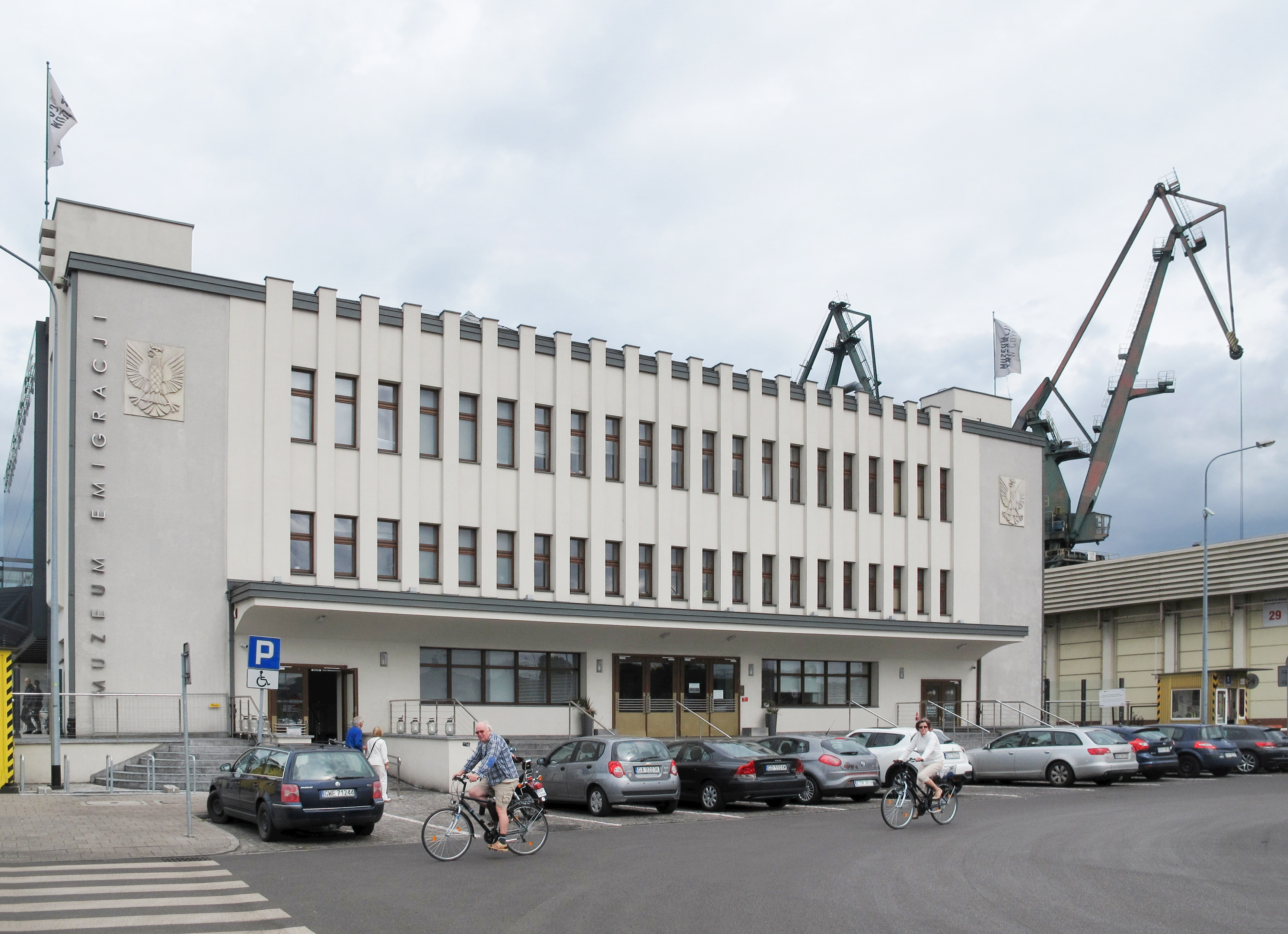
Seebahnhof in Gdynia

Das Emigrationsmuseum Gdynia (Muzeum Emigracji w Gdyni) in Gdynia (deutsch Gdingen), gegründet 2012, wurde 2015 im historischen Seebahnhof eröffnet.

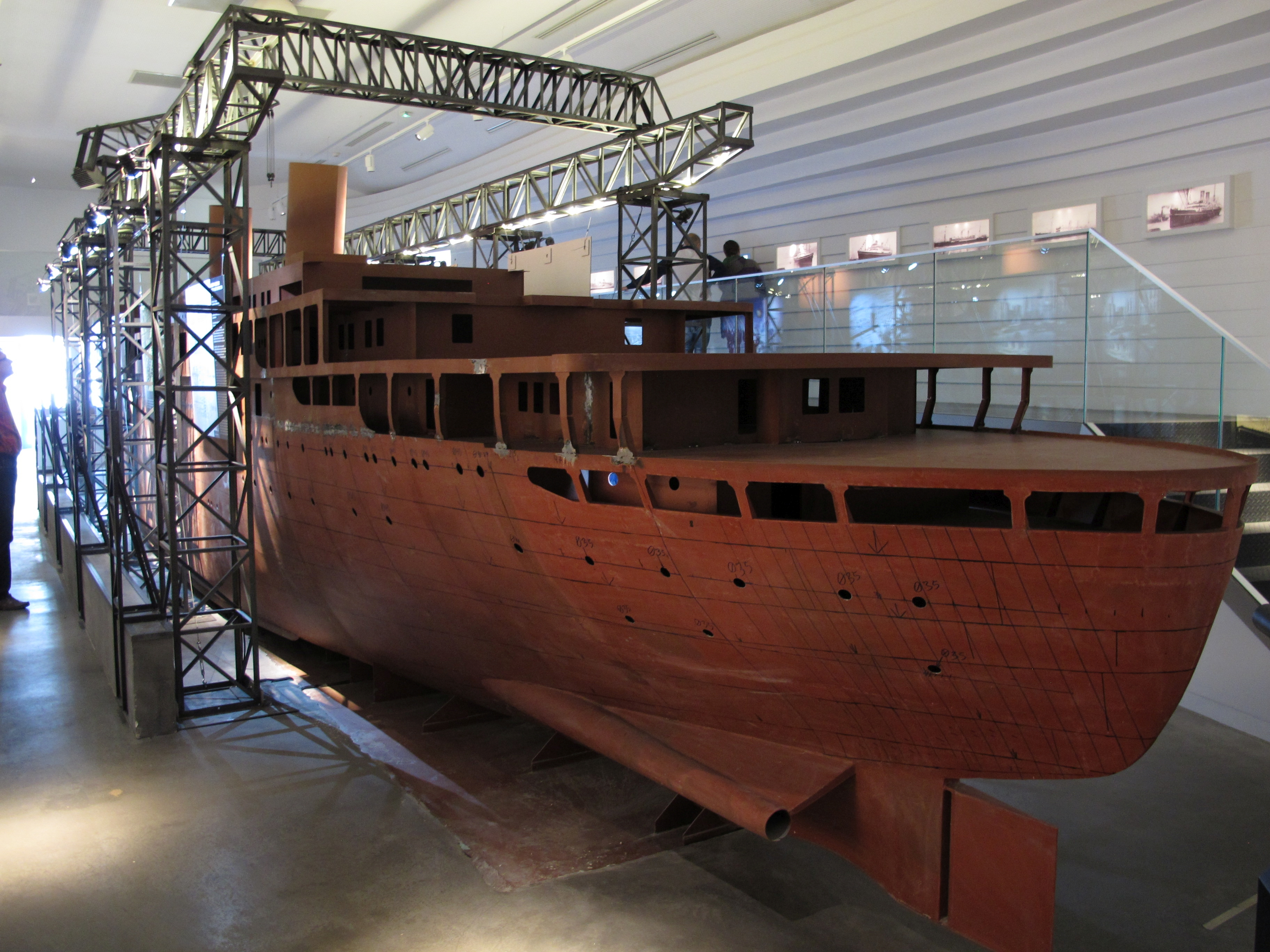
Modell des polnischen Transatlantikschiffs Batory

Gdynia war während der Zweiten Republik das Fenster Polens zur Welt und in den 1930er Jahren befand sich hier das Zentrum für die Auswanderung auf dem Seeweg. Insgesamt leben heute mehr als 20 Millionen Menschen mit polnischen Wurzeln im Ausland. Durch diesen Hintergrund bot sich der Seebahnhof in Gdynia für das bisher einzige Migrationsmuseum Polens als Ausstellungsort an.
Im Museum wird die Geschichte der polnischen Auswanderung von der Großen Emigration nach dem Novemberaufstand von 1830/31 über die Arbeitsmigration während der industriellen Revolution und das Schicksal der Polen während des Zweiten Weltkrieges mit Vertreibung, Flucht und Zwangsarbeit sowie die zeitgenössische Auswanderung dargestellt. Auch die polnische Diaspora in Brasilien und den Vereinigten Staaten zu Beginn des 20. Jahrhunderts wird beschrieben.
Das Museum widmet sich der Forschung und Archivierung von historischen Belegen für die weltweite Migration im polnischen Kontext. Die Öffentlichkeitsarbeit betrifft vielfältige Events und Bildungsveranstaltungen für Interessierte aller Altersgruppen. Seit der Eröffnung bis Ende 2017 wurde die Ausstellung von mehr als 400.000 Personen besucht. 2017 belief sich die Besucherzahl auf mehr als 160.000.

## Belege
1. ↑  Emigration Museum – Idea (Memento des Originals vom 5. Dezember 2020 im Internet Archive)  Info: Der Archivlink wurde automatisch eingesetzt und noch nicht geprüft. Bitte prüfe Original- und Archivlink gemäß Anleitung und entferne dann diesen Hinweis.. Abgerufen am 7. November 2019.
2. ↑  History in a Suitcase: Emigration Museum in Gdynia. Cultur.pl 30. April 2015, abgerufen am 7. November 2019.
3. ↑  Muzeum II Wojny, a może zamek w Malborku? Najpopularniejsze muzea na Pomorzu. Abgerufen am 12. Februar 2021 (polnisch).

Koordinaten: 54° 31′ 59″ N, 18° 32′ 52″ O